# Acalolepta bryanti
Acalolepta bryanti es una especie de escarabajo longicornio del género Acalolepta, tribu Monochamini, subfamilia Lamiinae. Fue descrita científicamente por Breuning en 1938.
Se distribuye por Malasia (isla de Borneo y Sarawak). Mide aproximadamente 14 milímetros de longitud.